# Batalla de Gagliano
La batalla de Gagliano fue una de las batallas de la guerra de las Vísperas Sicilianas.

## Antecedentes
Jaime II el Justo tuvo que asumir la paz de Anagni bajo el auspicio del papa Bonifacio VIII, por lo que a cambio de poseer las islas de Cerdeña y Córcega, debía ceder Sicilia a la Iglesia que, a su vez, cedería el control a los Anjou en 1295. Los sicilianos rechazaron volver al control de los franceses, y el 11 de diciembre del mismo año el parlamento siciliano, reunido en el castillo de Ursino de Catania proclamó rey a Federico II de Sicilia, que fue coronado rey por los nobles en Palermo en 1296.
Su rechazo a las pretensiones del papa provocó la ofensiva siciliana en Calabria, desde donde puso en asedio diferentes villas, incitó a la revuelta en el reino de Nápoles, negoció con el partido Gibel de Toscana y Lombardía, y asesoró a la casa Colonna contra el papa Bonifacio. Mientras Carlos de Valois invadió Sicilia, y Jaime el Justo, que recibió diferentes favores de la Santa Sede, hizo casar su hermana Violante de Aragón con Roberto I de Nápoles, el tercer hijo de Carlos II de Anjou.
Los dignatarios catalanes de Sicilia se pusieron del lado de Federico II de Sicilia, que fue investido por el parlamento siciliano el once de diciembre de 1295, y coronado Rey el 25 de mayo de 1296, iniciando una ofensiva en Calabria. Durante la batalla de Catanzaro, antes de tomarla, hizo entrega de ella y de todo el condado a Guillem Galceran de Cartellà, lo que provocó un enfrentamiento entre el rey y Roger de Lauria. Frederico II se apoderó de sus castillos y al tratar Roger de reconquistarlos, topó con Guillem Galceran de Cartellà y sus almogávares, y quedando muy malherido se retiró.
Jaime el Justo quería cumplir su parte de la paz de Anagni y envió a Juan de Procida y Roger de Lauria, derrotando a Federico II de Sicilia en la batalla del cabo Orlando, mientras los hijos de Carlos, Roberto I de Nápoles y Felipe de Nápoles desembarcaban en Sicilia, tomando Catania. Felipe sitió Trapani, pero fue vencido y capturado por Federico II en la batalla de Falconara.

## La batalla
Después de la batalla de Falconara, Gualterio V de Brienne y otros barones franceses socorrieron a la casa de Anjou enviando trescientos caballeros, los “caballeros de la muerte” a Catania, para vengar la muerte de sus parientes y combatir a Guillem Galceran de Cartellà y Blasco de Alagón el Viejo, que estaban en el castillo de Gagliano con sus almogávares. Se sumaron a estos caballeros muchos soldados a pie y gente favorable a la expulsión de los catalanes de aquellas tierras, hasta tal punto que terminaron siendo quinientos caballeros y muchos soldados a pie. Por otra parte, unos trescientos almogávares a pie y unos doscientos a caballo, dirigidos por Guillem Galceran a caballo les intentarían hacer frente.
La táctica empleada por los almogávares fue dividir las fuerzas, situando los almogávares montados a la izquierda y los almogávares a pie a la derecha, sin vanguardia ni retaguardia, atacando frontalmente. La batalla comenzó a primera hora de la mañana, siendo igualada hasta que fue claramente favorable a los almogávares gracias a un esfuerzo sobrehumano y a la motivación al grito de guerra "Aragón". La batalla terminó con la muerte de todos los caballeros franceses excepto cinco caballeros de Catania que hacían sólo de guía, y por parte catalana 22 hombres a caballo y 34 infantes.

### Citas
1. ↑  Diccionari biogràfic: A-C (en catalán). Albertí. 1996. p. 484. Consultado el 2 de marzo de 2014.
2. ↑  Canal i Roquet, Josep (1992). «Guillem Galceran de Cartellà, senyor de remences i cabdill d’almogàvers». Segle XIII: La Vall d'Hostoles, terra feudal (en catalán). Archivado desde el original el 20 de agosto de 2014. Consultado el 2 de marzo de 2014. «remences.com».
3. 1 2  «Crònica de Ramon Muntaner» (en catalán). Consultado el 24 de febrero de 2014. «cap.191».